# Айхенвальд, Юлий Исаевич
Ю́лий Иса́евич Айхенва́льд (12 [24] января 1872, Балта, Подольская губерния — 17 декабря 1928, Берлин) — русский литературный критик, пользовавшийся большой популярностью и влиянием в период предреволюционного расцвета русского модернизма. Свои этюды «критик-импрессионист» Айхенвальд посвятил не только современникам, но и русским писателям XIX в.

## Биография
Родился 12 (24) января 1872 года в Балте Подольской губернии. В 1890 году окончил Ришельевскую гимназию в Одессе, где его отец потомственный почётный гражданин Шая (Исай Владимирович) Айхенвальд (1837—1900) — выпускник Житомирского раввинского училища 1857 года — исполнял обязанности городового раввина. Мать — Елизавета Яковлевна Айхенвальд.
В 1894 году Ю. И. Айхенвальд окончил историко-филологический факультет Новороссийского университета, получив диплом первой степени и золотую медаль за выпускное сочинение «Эмпиризм Локка и рационализм Лейбница», где выступил с позиций идеализма.
Переехав в Москву, с 1895 года он начал преподавать русскую литературу в гимназии. Затем он преподавал на Высших женских курсах, на Педагогических курсах Общества воспитательниц и учительниц, на женских курсах В. А. Полторацкой. В 1912—1917 годах был профессором народного университета им. А. Л. Шанявского по кафедре русской словесности. Действительный член Общества любителей российской словесности (с 29 ноября 1903).
Состоял учёным секретарём Московского психологического общества и секретарём редакции журнала «Вопросы философии и психологии», одно время (1901—1903 и 1907—1908) — членом редколлегии, помощником редактора «Русской мысли» при В. А. Гольцеве.
Опубликовал ряд философских работ. Перевёл все основные сочинения Шопенгауэра.

## Литературно-критическая деятельность
Известность Айхенвальд приобрёл, когда от философии перешёл к литературной критике и стал печатать критические фельетоны в «Русских ведомостях», «Речи», «Русской мысли» и других кадетских изданиях. Эти статьи были собраны в ряде сборников под общим названием «Силуэты русских писателей» (СПб., 1906), «Этюды о западных писателях» и т. п.
Айхенвальд — критик-импрессионист. Он отвергает какую бы то ни было закономерность литературных явлений, возможность построения историко-литературной науки и называет литературу «беззаконной кометой в кругу расчисленных светил». Среда, социальные условия не имеют никакого влияния на то, что представляется Айхенвальду самым существенным в художественном произведении — на творческую индивидуальность. Художник «продолжает дело бога, воплощает его первоосновную мысль. Творение ещё не кончилось, и поэт, священник искусства, облечён великой миссией вести его дальше, развивать предварительные наброски и планы божества, контуры природы. Наместник бога на земле, так сплетает он своё творчество с творчеством вселенной».
Избрав исходной точкой зрения мистико-религиозное представление о художнике, Айхенвальд совершенно отвергает всякую связь писателя с исторической обстановкой, с социальной борьбой: «Естественно рассматривать сущность писателя вне исторического пространства и времени».
Отвергает Айхенвальд и психологическое изучение литературы, хотя и утверждает, что «от психологии должна ожидать себе откровений история литературы», как будто уступая научным требованиям, но он затем указывает, что личность писателя иррациональна, что «всякие старания объяснить писателя безнадёжны» и т. д.
Не интересуют Айхенвальда различные литературные направления и школы. Писатель одинок, ни на кого не похож, неповторим. «Нет направлений: есть писатели. Нет общества: есть личности». Стремясь подтвердить свои представления об изолированности личности писателя от всего мира Айхенвальд утверждает: «писатель — дух, его бытие идеально и неосязаемо; писатель — явление спиритуалистического, даже астрального порядка, …начало движущееся и движущее…» и т. д.
По мнению многих современников (Ф. Степуна, Б. К. Зайцева, С. Франка), у Айхенвальда нередко встречаются меткие характеристики и эстетические оценки художественных произведений. В. Ф. Ходасевич, расходясь с эстетическо-философскими установками Айхенвальда, считал его «в высшей степени объективным» критиком текущей литературы.
Айхенвальд выступил с критикой В. Г. Белинского, утверждая, что тот не отличался «умственной самостоятельностью», «подлинной широтой духа и настоящей духовной свободой».
Октябрьская революция с её воинствующим материализмом, с её отрицанием эстетического созерцания, отрыва искусства и его творцов от действительности, была чужда критику; Айхенвальд видел в революции силу, разрушившую идеалы кадетской интеллигенции.

## Эмиграция
В сентябре 1922 года после ареста был выслан за границу вместе со многими учёными и писателями на философском пароходе. С декабря 1922 года в Берлине читал курс «Философские мотивы русской литературы» в Русской Религиозно-Философской академии; выступал с лекциями и докладами. В это же время выступил одним из учредителей литературного общества «Клуб писателей», принимал активное участие в деятельности созданного в 1924 году Кружка друзей русской литературы, член Союза русских журналистов и литераторов в Германии. Сотрудничал в журнале «Новая русская книга», в рижской газете «Сегодня», вёл литературно-критический отдел в берлинской газете «Руль». Выступал с критикой советского режима.
17 декабря 1928 года Айхенвальд гостил вечером у Набоковых на Пассауэрштрассе. Возвращаясь поздно ночью от них домой, он попал под трамвай («он очень плохо видел») и получил тяжелую травму головы. Без сознания он был доставлен в больницу, где не приходя в себя умер на следующее утро.
Похоронен в Берлине на православном кладбище Тегель.
Как отмечала Александра Айхенвальд: «Его дети и жена [в эмиграцию] с ним не поехали, а почему — долгая и не вполне понятная мне история».

## Семья
- Брат[13] — Лев Исаевич Айхенвальд (1873, Балта — 1954, Одесса), психиатр, автор трудов по судебно-психиатрической экспертизе и организации психиатрической помощи. Его жена (с 29 января 1910 года) Матильда Лазаревна Инбер (1878—1943)[14] была дочерью владельца первого и крупнейшего в Одессе мельничного хозяйства Лазаря Анчелевича Инбера (ум. 1894).
- Жена — Нина Кирилловна Айхенвальд, урождённая Томашева. Дочь француженки[9].
  - Дочь — Татьяна Юльевна Айхенвальд (1900—1963), математик, ученица Н. Н. Лузина и активная участница Лузитании; преподавала в «7-й опытной школе имени проф. Коваленского» в Кривоарбатском переулке, затем — в Военно-химической академии; в первом браке замужем за лингвистом-германистом А. И. Смирницким.
  - Сын — Борис Юльевич Айхенвальд (1902—1938), литературовед, переводчик; в 1937 году арестован и осуждён на 5 лет заключения; умер в лагере[15].
  - Сын — Александр Юльевич Айхенвальд (1904—1941), экономист бухаринского направления[16], с 1933 года находился в заключении, в 1941 году расстрелян при приближении немцев к Орлу. Жена — Евгения Никитична Ситникова[9].
    - Внук — Юрий Александрович Айхенвальд (1928—1993), диссидент, поэт, переводчик, театровед, историк русской культуры[17].
      - Правнучка — Александра Юрьевна Айхенвальд (род. 1957), лингвист.

  - Дочь — Наталия Юльевна Шведова (1916—2009), лингвист-русист.
- Племянник — Марк Львович Слоним, писатель.